# Pablo Espinet
Pablo Espinet Rubio (Borja, Zaragoza 19 de junio de 1949 - ) es un químico y científico español.
Estudió en la Universidad de Zaragoza, licenciándose en 1971 y doctorándose en 1975. Tras ser profesor ayudante y encargado de curso en esa universidad, fue profesor agregado interino en la de Valladolid

## Distinciones
- Premio lberdrola de Ciencia y Tecnología en el año 2001
- Premio Norte de Castilla (2001)
- Premio lberdrola de Profesores Visitantes (a su grupo de investigación, 1998)
- Premio Castilla y León de Investigación Científica y Técnica (2004)